# Phonarellus afganicus
Phonarellus afganicus är en insektsart som beskrevs av Andrej Vasiljevitj Gorochov 1983. Phonarellus afganicus ingår i släktet Phonarellus och familjen syrsor. Inga underarter finns listade i Catalogue of Life.